# Agrias zenodorus
Agrias zenodorus är en fjärilsart som beskrevs av William Chapman Hewitson 1870. Agrias zenodorus ingår i släktet Agrias och familjen praktfjärilar. Inga underarter finns listade i Catalogue of Life.